# Georg Rosen
Pour les articles homonymes, voir Rosen.
Georg Rosen, né le 14 septembre 1895 à Téhéran et mort le 22 juillet 1961 à Detmold, est un diplomate et universitaire allemand ayant contribué à la création de la zone de sécurité de Nankin.

## Formation
Georg Rosen est né à Téhéran, en 1895. Il est le fils de Friedrich Rosen, orientaliste et ministre des affaires étrangères en 1921.
Il s'est porté engagé volontaire sur le front ouest pendant la première guerre mondiale, avant de terminer ses études doctorales (bourse Rhodes) et d'intégrer le service diplomatique en 1921.

## Action durant le sac de Nankin
De 1933 à 1938, Rosen était secrétaire de l'ambassade d'Allemagne en République de Chine. En 1937, pendant le sac de Nankin, il a travaillé avec le directeur allemand de Siemens Chine, John Rabe, et d'autres occidentaux pour établir la zone de sécurité de Nankin. Cette zone de sécurité a sauvé plus de 250 000 vies chinoises.

## Suite de sa carrière
En 1938, il a été exclu du service diplomatique allemand à cause de son origine juive, et pour éviter une dégradation des relations diplomatiques entre le gouvernement nazi et l'armée japonaise.
Rosen a émigré à Londres en 1938, puis aux États-Unis, où il a enseigné dans différentes universités. Après la guerre, il a rejoint le service diplomatique de la RFA, à l'ambassade de Londres. Il a ensuite été nommé ambassadeur à Montevideo.